# Peter-Elisabeth-Krankenhaus

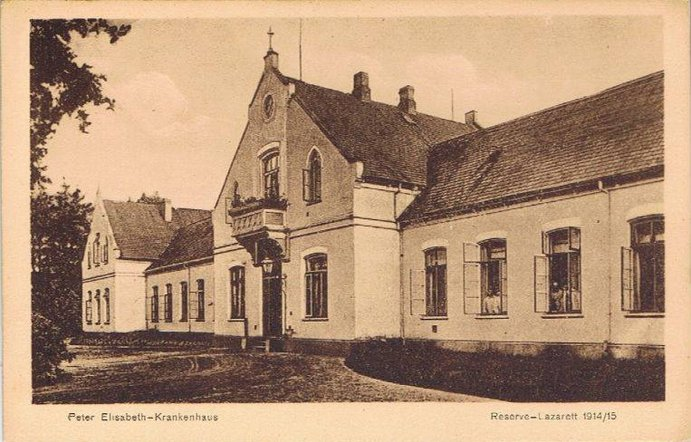
Ansicht des Krankenhauses (um 1915) auf einer Postkarte

Das Peter-Elisabeth-Krankenhaus war das erste öffentliche Krankenhaus der Stadt Delmenhorst auf der Burginsel. Es wurde 1888 eröffnet und bestand bis 1928.

## Hintergrund

Einwohnerentwicklung in Delmenhorst

Im Zuge der Industrialisierung wuchs auch die Stadt Delmenhorst, ihre Einwohnerzahl verdoppelte sich zwischen Dezember 1854 und Dezember 1875 beinahe. Dadurch stieg auch der Bedarf der Bevölkerung an medizinischer Versorgung, und es gründete sich ein „Verein zur Errichtung eines Krankenhauses“, der Spenden sammelte, um in der Stadt ein Krankenhaus einzurichten. Durch Zuwendungen aus dem gesamten Großherzogtum Oldenburg kam das Grundkapital zusammen, zusätzlich überließ der Landtag dem Verein ein Hektar Grund auf der Burginsel.
Nach der Grundsteinlegung am 22. Mai 1878 konnte das Krankenhaus mit der anfänglichen Zahl von 12 Krankenbetten in zwei Krankensälen sowie sechs Privatkrankenzimmern am 4. Mai 1879 den Betrieb aufnehmen. Die Stadt wuchs jedoch weiter, es wurden Anbauten vorgenommen, und die Bettenzahl bis 1902 auf 102 erhöht, doch die erforderlichen Kapazitäten konnten nicht erreicht werden. Bei der Volkszählung im Dezember 1900 hatte Delmenhorst bereits 16.579 Einwohner. Wiederholt mussten Patienten nach Bremen verlegt werden, weil der Platz nicht reichte.
Im Ersten Weltkrieg wurde das Krankenhaus als Lazarett genutzt. Erst 1925 wurde entschieden, eine neue Klinik an einem anderen Ort zu errichten, die den damaligen Bedarfen gerecht werden konnte. Die Städtischen Kliniken, von der Stadt in Eigenregie errichtet, konnten 1928 eingeweiht werden.
Das Peter-Elisabeth-Krankenhaus wurde geschlossen, die Gebäude wurden 1929 als Berufsschule genutzt, später wurden Ausweichräume für das des 1952 eröffnete Max-Planck-Gymnasium eingerichtet. 1965 wurden die Seitenflügel abgebrochen, 1972 das Haupthaus.